# Jevišovická kultura
Jevišovická kultura (JK) je archeologická kultura, která se rozvinula v období mladého eneolitu. Svůj název kultura dostala podle eponymního naleziště Starý Zámek u Jevišovic. Jaroslav Palliardi a jeho spolupracovník František Vildomec prováděli na Starém Zámku u Jevišovic výzkum v letech 1906 - 1915. Jaroslav Palliardi na nalezišti rozlišil tři vrstvy (C2 – Kultura nálevkovitých pohárů, C1 – kultura s kanelovanou keramikou, B – jevišovická kultura), z nichž svrchní vrstvu (B) mylně přiřadil kultuře se šňůrovou keramikou. V roce 1925 O. Menghin na základě rozboru materiálu z vrstvy B zjistil, že se zde nalezená keramika odlišuje od keramiky kultury se šňůrovou keramikou a použil pro ní nejprve označení jevišovická keramika a posléze jevišovická kultura.

## Rozšíření
Centrum rozšíření jevišovické kultury se nachází na jihozápadní Moravě a Brněnsku. Na západě nepřekračuje osídlení Českomoravskou vrchovinu. Na severu proniká jevišovická kultura Boskovickou brázdou až ke Svitávce. Nález jevišovické kultury z Cerekvic nad Loučnou ve východních Čechách může ukazovat na průnik osídlení až do této oblasti. Na jihu zasahuje osídlení do Dolního Rakouska. V Rakousku je jevišovická kultura pojmenována Mögling-Zöbling a je s jevišovickou kulturou totožná. Na východě lze považovat za hranici rozšíření řeku Moravu.

## Vznik
Jevišovická kultura se zformovala z původního domácího prostředí ( z jihomoravské varianty kanelované keramiky) za přispění kontaktů s jihovýchodním prostředím, zejména mimořádný význam měl vučedolsko-lublaňský kulturní okruh.

## Relativní chronologie
V rámci vnitřní chronologie se jevišovická kultura dělí na tři časové úseky:
- předjevišovská kultura (zastoupená nálezy z Grešlova Mýta)
- starší jevišovická kultura (zastoupená nálezy z Vysočan)
- mladší jevišovická kultura (zastoupená nálezy ze Starých zámku u Jevišovic – vrstva B)

## Sídliště
Z období jevišovické kultury jsou známa sídliště jak nížinná tak i výšinná.

### Nížinná sídliště
O sídlištích nížinného typu jsou naše znalosti torzovité. Nížinné osady jsou nalézány v oblastech vhodných pro zemědělství, někdy na mírných svazích a nenápadných vyvýšeninách. Největší osada (počtem získaných objektů) se nachází na rozhraní katastrů Brno-Starý Lískovec a Brno-Nový Lískovec. Z dalších osad lze jmenovat např. Brno-Líšeň, Brno-Fučíkova ulice a Ostopovice.

### Výšinná sídliště
Výšinná sídliště byla budována na výhodně položených návrších s příkrými a nepřístupnými svahy, často skalnatými, v zákrutech řek či potoků. Na rozdíl od rozsáhlých výšinných sídlišť staršího a středního eneolitu, byly jevišovické výšinné osady rozlohou menší. Dosud nebyla objevena skutečná fortifikace výšinných sídlišť, ale je předpokládána. Na hradištích se nacházely nezahloubené chaty obdélného půdorysu kůlové konstrukce proplétané proutím a omazané hlínou. Jejich rozměry se odhadují na 650x500 cm.
Mezi nejvýznamnější výšinná sídliště jevišovické kultury patří: Starý Zámek u Jevišovic, Grešlové Mýto a Vysočany

## Pohřebiště
Zatím se postrádají jakékoliv hrobové nálezy.

## Hmotná kultura
Hmotná kultura byla zpracována převážně z nálezů nalezených na Jevišovických hradištích v Jevišovicích, Vysočanech a Grešlově Mýtě. Materiál z jednotlivých hradištích byl zveřejněn v jednotlivých katalozích.

### Keramika
- Hrnce
  - hrnce měkce esovitého profilu – zdobené při okraji plastickou páskou přerušovanou vpichy, řadou vpichů, schůdkovitě hladkým nebo rozšířeným okrajem. Vyskytují se i pupky, plastická žebra, slámování povrchu, někdy i ouško.
  - hrnce s válcovitým někdy vyhnutým hladkým hrdlem – přechod od hladkého hrdla ke slámované výduti odděluje plastická páska, přerušovaná vpichy, z níž bývá vytažen jeden nebo více lalokovitých pupků; někdy se vyskytují jen lalokovité pupky.
  - výrazně baňaté hrnce s hladkým téměř válcovitým okrajem – slámovaná výduť, na rozhraní hrdla a výduti je plastická páska přerušovaná vpichy nebo řadou vpichů, někdy kombinováno s lalokovitými pupky.
  - široké hrnce s mírně prohnutým širokým hrdlem a oble kónickým tělem – řada prstových vpichů na okraji hladkého hrdla; slámovanou výduť odděluje od hrdla plastická páska přerušovaná vpichy. vyskytlo se i páskové ucho (pravděpodobně mělo i protějšek).
  - hrnce měkce dvojkónického tvaru s mírně prohnutou horní částí – řady vpichů se vyskytují na lomu výdutí nebo při okraji; kombinuje se s pupíky při okraji.
  - hrnec vejčitého tvaru – vyskytuje se zcela ojediněle (Jevišovice); tělo nádoby je do 2/3 slámováno; po obvodu dna se vyskytuje řada čočkovitých pupíčků umístěných těsně vedle sebe, při okraji se objevuje řada vpichů a lalokovité výběžky.
  - široký soudkovitý hrnec obvykle s uchem nebo pupkem, někdy drsně slámovaný povrch; výskyt je málo častý.
  - hrnce pohárovitého tvaru – vyskytují se pupky nebo plasticky přesekávaná páska
- Amfory
- Mísy
- Rendlíky
- Džbánkovité hrnky
- Hmoždíře
- Zvláštní a ojedinělé tvary

## Badatelé
- Jaroslav Palliardi
- Jaroslav Böhm
- Anna Medunová-Benešová